# Alberto Conrad
Alberto Conrad Machuca (ur. 26 marca 1910 w Riberalta, zm. ?) – boliwijski pływak specjalizujący się w stylu dowolnym.

## Kariera
W czasie Letnich Igrzysk Olimpijskich 1936 wziął udział w konkursie pływania na 100 metrów w stylu dowolnym, w którym odpadł w pierwszej rundzie.